# Wyspa Klasztorna (Dniepr)

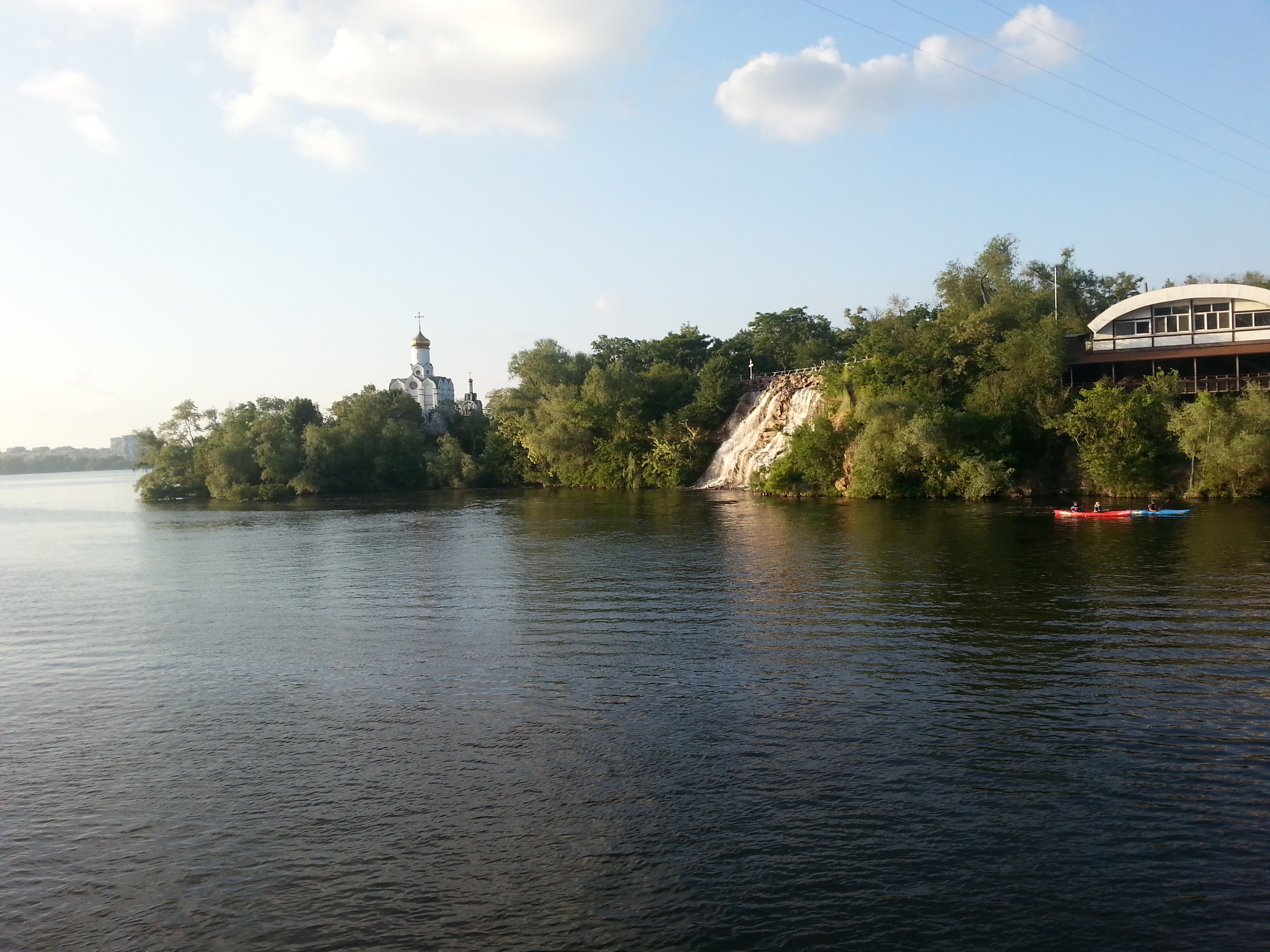
Wyspa Klasztorna

Wyspa Klasztorna (ukr. Монастирський острів, ros. Монастырский остров) – taką nazwę wskazują dokumenty z XVII w., w XIX wieku — nazywana Wyspa Burakowskaja (ros. Бураковский)  i Wyspa Bogomolskaja (ros. Богомоловский), od 1926 roku do lat 90. XX wieku nazywana Wyspą Komsomolską (ros. Комсомольский) – wyspa na rzece Dniepr na wysokości centrum miasta Dniepr. Nazwa wyspy pochodzą od położonego na niej średniowiecznego klasztoru.
Na wyspie odnaleziono ślady osadnictwa sprzed około 15 000 lat. Najprawdopodobniej w IX wieku (rok 870) na Wyspie Klasztornej, z inicjatywy Bizancjum został założony klasztor. Miejsce zostało wybrane nie przypadkiem.
W murach klasztoru często zatrzymywały się płynące z Kijowa na Krym czy Konstantynopol drużyny ruskich wojów. Klasztor został zniszczony najprawdopodobniej w czasie najazdu Mongołów w 1240 roku, został jednak odbudowany wraz z powstaniem Siczy Zaporoskiej.
W 1958 roku na wyspie odsłonięto pomnik Tarasa Szewczenki, jeden z największych na Ukrainie.
W 1999 roku w południowej części wyspy wybudowano prawosławną świątynię pod wezwaniem świętego Mikołaja.
Wyspa połączona jest z lądem przez Merefo-Chersoński most kolejowy oraz mostu dla pieszych (możliwy także przejazd samochodem). Most pieszy jest popularnym miejscem wizyt par nowożeńców oraz zakochanych, którzy przyczepiają do barierek kłódki symbolizujące nierozerwalność ich miłości.
Wyspa jest częścią położonego w centrum miasta Parku Szewczenki. Mieści się na niej lunapark (aktualnie stary i zaniedbany), niewielkie zoo (zaniedbane ze złymi warunkami dla zwierząt) oraz miejska plaża, popularne miejsce kąpieli i wypoczynku.